# Grand Prix Belgie 1954
Grand Prix Belgie 1954 (oficiálně XVI Grand Prix de Belgique) se jela na okruhu Circuit de Spa-Francorchamps v Stavelotu v Belgii dne 20. června 1954. Závod byl třetím v pořadí v sezóně 1954 šampionátu Formule 1.

## Kvalifikace
| Poř.   | No. | Jezdec                | Konstruktér | Čas    | Ztráta |
| ------ | --- | --------------------- | ----------- | ------ | ------ |
| 1      | 26  | Juan Manuel Fangio    | Maserati    | 4:22.1 | —      |
| 2      | 6   | José Froilán González | Ferrari     | 4:23.6 | + 1.5  |
| 3      | 4   | Nino Farina           | Ferrari     | 4:26.0 | + 3.9  |
| 4      | 28  | Onofre Marimón        | Maserati    | 4:27.6 | + 5.5  |
| 5      | 10  | Mike Hawthorn         | Ferrari     | 4:29.4 | + 7.3  |
| 6      | 8   | Maurice Trintignant   | Ferrari     | 4:30.0 | + 7.9  |
| 7      | 12  | Jean Behra            | Gordini     | 4:34.5 | + 12.4 |
| 8      | 18  | André Pilette         | Gordini     | 4:40.0 | + 17.9 |
| 9      | 22  | Stirling Moss         | Maserati    | 4:40.8 | + 18.7 |
| 10     | 16  | Paul Frère            | Gordini     | 4:42.0 | + 19.9 |
| 11     | 30  | Sergio Mantovani      | Maserati    | 4:42.0 | + 19.9 |
| 12     | 24  | Roberto Mieres        | Maserati    | 4:43.8 | + 21.7 |
| 13     | 20  | Prince Bira           | Maserati    | 4:46.5 | + 24.4 |
| 14     | 2   | Jacques Swaters       | Ferrari     | 4:54.2 | + 32.1 |
| Zdroj: |     |                       |             |        |        |

## Závod
| Poř.   | No. | Jezdec                              | Konstruktér | Počet kol | Čas/Odstoupení | Pořadí na startu | Body |
| ------ | --- | ----------------------------------- | ----------- | --------- | -------------- | ---------------- | ---- |
| 1      | 26  | Juan Manuel Fangio                  | Maserati    | 36        | 2:44:42.4      | 1                | 9    |
| 2      | 8   | Maurice Trintignant                 | Ferrari     | 36        | + 24.2         | 6                | 6    |
| 3      | 22  | Stirling Moss                       | Maserati    | 35        | + 1 kolo       | 9                | 4    |
| 4      | 10  | Mike Hawthorn José Froilán González | Ferrari     | 35        | + 1 kolo       | 5                | 1,5  |
| 5      | 18  | André Pilette                       | Gordini     | 35        | + 1 kolo       | 8                | 2    |
| 6      | 20  | Prince Bira                         | Maserati    | 35        | + 1 kolo       | 13               |      |
| 7      | 30  | Sergio Mantovani                    | Maserati    | 34        | + 2 kola       | 11               |      |
| Ret    | 4   | Nino Farina                         | Ferrari     | 14        | Zapalování     | 3                |      |
| Ret    | 16  | Paul Frère                          | Gordini     | 14        | Motor          | 10               |      |
| Ret    | 12  | Jean Behra                          | Gordini     | 12        | Zavěšení       | 7                |      |
| Ret    | 28  | Onofre Marimón                      | Maserati    | 3         | Motor          | 4                |      |
| Ret    | 6   | José Froilán González               | Ferrari     | 1         | Motor          | 2                |      |
| Ret    | 2   | Jacques Swaters                     | Ferrari     | 1         | Motor          | 14               |      |
| Ret    | 24  | Roberto Mieres                      | Maserati    | 0         | Požár          | 12               |      |
| Zdroj: |     |                                     |             |           |                |                  |      |

Poznámky
1. ↑  Juan Manuel Fangio získal jeden bod za zajetí nejrychlejšího kola.

## Průběžné pořadí po závodě
Pohár jezdců
|   | Pořadí | Jezdec                | Body |
| - | ------ | --------------------- | ---- |
|   | 1      | Juan Manuel Fangio    | 17   |
| 5 | 2      | Maurice Trintignant   | 9    |
| 1 | 3      | Bill Vukovich         | 8    |
| 1 | 4      | José Froilán González | 6,5  |
| 2 | 5      | Nino Farina           | 6    |